# Nottetempo (film)
Nottetempo è un film  italiano del 2014, diretto da  Francesco Prisco.

## Trama
Accade un incidente, un autobus va fuori strada e si capovolge. Questo è l'inizio di una storia che unirà le vite di tre persone. Assia è l'unica sopravvissuta, una ragazza sempre alla ricerca del vero amore. Enrico è un cabarettista che non riesce più a far ridere e ha perso qualcosa in quella notte piena di strane coincidenze, perciò ha una pistola. Matteo è un poliziotto e un giocatore di rugby ed è il primo ad arrivare sul luogo dell'incidente. Poco prima dell'esplosione del bus, un dejà-vu gli provoca il desiderio di trasferirsi altrove e di ricominciare da capo la sua vita.